# 九条兼晴
九条 兼晴（くじょう かねはる）は、江戸時代前期の公卿。九条家第20代当主。

## 略歴
寛永18年（1641年）に鷹司教平と冷泉為満の娘の三男として生まれる。兄に鷹司房輔、三宝院門跡高賢、弟に大乗院門跡信賀、随心院門跡俊海、妹に江戸幕府5代将軍徳川綱吉の正室（御台所）鷹司信子、霊元天皇中宮・鷹司房子（新上西門院）がいる。
正保4年（1647年）1月10日に薨去した九条道房（父の又従兄弟）に息子が無かったため、道房の娘待姫の婿養子となって九条家を継いだ。ただし幼少のため、養祖父の九条幸家が後見人となった。
同年10月15日に元服、翌正保5年（慶安元年、1648年）1月15日に従三位左近衛中将、承応元年（1652年）10月12日に正三位に叙せられ、11月30日に権中納言に任じられた。翌承応2年（1653年）7月20日に幸家と共に花町宮良仁親王（後の後西天皇）の江戸下向へ同行、承応3年（1654年）12月18日に権大納言に任じられた。
承応4年（1655年）1月5日に従二位、明暦2年（1656年）12月26日に橘氏是定、万治2年（1659年）1月13日には左近衛大将に任じられ、12月22日に正二位に昇り、寛文4年（1664年）5月2日に内大臣、翌寛文5年（1665年）3月6日の右大臣をへて寛文11年（1671年）5月7日に左大臣となる。
京狩野の画家狩野永納は兼晴の兄弟高賢・俊海の下へ出入りしてそれぞれ注文を請け負い、寛文6年（1666年）2月に高賢の注文で『十二ヶ月花鳥図』を描き上げて納品したこと、俊海にも絵2枚を献上したことが確認されており、兼晴も永納と接触、同年4月4日に永納が兼晴の前で花鳥の扇5枚を描いた記録が残されている。また、次男の綱平を二条光平の養子へ出した関係で、綱平と親しい尾形光琳が描き上げた作品『孔雀立葵図屏風』が九条家に伝わったのは、綱平と兼晴の父子関係から派生した可能性があるとされる。
延宝5年（1677年）11月12日、37歳で薨去。号は後往生院。

## 系譜
- 父：鷹司教平
- 母：冷泉為満の娘
- 養父：九条道房
- 妻：待姫（九条道房の娘）
  - 男子：九条輔実（1669-1729）
- 家女房
  - 男子：二条綱平（1672-1732）（二条光平養子）
- 生母不明の子女
  - 男子：住如（1673-1739）（西本願寺寂如養子）